# Drogaria São Paulo
A Drogaria São Paulo é uma rede de farmácias brasileira controlada pelo Grupo DPSP (Drogarias Pacheco e Drogaria São Paulo), segunda maior rede varejista de farmácias do Brasil.
Fundada em 1943, a Drogaria São Paulo foi a primeira farmácia a implantar o atendimento 24 horas e a dar concessão de descontos para aposentados.

## História
A Drogaria São Paulo foi fundada por Thomaz de Carvalho, em 1943, com sua primeira unidade na rua José Bonifácio, em São Paulo.
Na época de sua fundação, as drogarias trabalhavam com venda por atacado e as farmácias por varejo, realizando também manipulação de receituários. Thomaz de Carvalho, o fundador da empresa, percebeu que muitas pessoas iam à drogaria querendo comprar no varejo e dividiu o espaço com um balcão, passando a realizar vendas por atacado e também no varejo. Com o sucesso desse novo modelo, duas novas unidades foram inauguradas nos mesmos moldes no mesmo ano, sendo uma em Santos, no litoral paulista, e outra na Sé, na região central de São Paulo.
Em 1973, Thomaz de Carvalho delegou o comando da drogaria para seu filho Ronaldo de Carvalho, que passou a dividir o controle da empresa com outros 31 sócios. Ronaldo assumiu os 18% de participação da família e conquistou ao longo de sua trajetória 80% do negócio, se tornando o principal acionista e executivo da empresa. Ronaldo ficou no comando da operação até 2001, quando Marcus Paiva assumiu a presidência da rede. Já em 2011, Gilberto Martins Ferreira, que já comandava a divisão Farmax, rede associada anteriormente com a marca São Paulo, assumiu como Diretor-Presidente da empresa.
Em junho de 2010, a Drogaria São Paulo adquiriu a rede Drogão - 4ª maior rede paulista de farmácias - conquistando a liderança no setor.
A rede Drogão era composta por 70 unidades na Grande São Paulo, sendo 40 delas localizadas em shopping centers das cidades. Além do estado de São Paulo, a Drogaria São Paulo possui unidades nos estados do Rio de Janeiro, Minas Gerais, Bahia, Alagoas, Paraíba e Pernambuco.
Em 2016, a Drogaria São Paulo foi considerada pela segunda vez consecutiva, de acordo com a pesquisa Datafolha, a melhor farmácia da cidade de São Paulo.

### Fusão com a Drogarias Pacheco
Em agosto de 2011, a Drogarias Pacheco e a Drogaria São Paulo realizaram um acordo de fusão de suas operações, criando a segunda maior rede varejista de produtos farmacêuticos do Brasil, o Grupo DPSP, formado por 691 filiais e R$ 4,4 bilhões em faturamento.
Em 2013, dois anos após a fusão, o crescimento do grupo formado pela Drogarias Pacheco e Drogaria São Paulo foi de 13%.

## Campanhas sociais

### Doação de sangue
Desde 2007, a Drogaria São Paulo realiza a campanha de doação de sangue onde incentiva funcionários e clientes a fazerem doações.
Em 2015, aconteceu a 13ª edição da campanha que ao longo de todos os anos ajudou mais de 21 mil pessoas.

### Campanha do agasalho
Anualmente, a Drogaria São Paulo transforma suas lojas em postos de coleta de agasalhos e peças de roupas em geral. Em 2015, foram arrecadados 8,5 mil sacos de 100 litros em doações, sendo 65,644 mil sacos de 100 litros arrecadados desde sua primeira edição.
As doações são revertidas ao Fundo Social de Solidariedade do Estado de São Paulo e para as unidades da Cruz Vermelha nos demais estados onde as filiais estão presentes.

### Campanha de brinquedos
Anualmente a Drogaria São Paulo promove a campanha de arrecadação de brinquedos, que são destinados a instituições, creches e ONGs localizadas nos estados de São Paulo, Rio de Janeiro, Minas Gerais, Bahia, Alagoas, Paraíba e Pernambuco.
Desde o seu lançamento, a iniciativa já recebeu 720 mil brinquedos doados. Em 2015, o total de doações foi de 41.661 brinquedos.

### Programa para recolhimento de pilhas e baterias
Em 2004, a Drogaria São Paulo iniciou o programa Cata Pilha para recolhimento adequado de pilhas e baterias usados. O projeto foi criado para apoiar as iniciativas de preservação do meio ambiente.
A coleta é realizada anualmente nas lojas e entregue pela Drogaria São Paulo a uma empresa especializada em reciclagem de materiais químicos.

### Descarte de medicamentos vencidos
Desde 2011, todas as unidades da Drogaria São Paulo fazem a coleta de medicamentos vencidos ou sem uso, colaborando com a preservação do meio ambiente.

### Doação de ambulâncias
A Drogaria São Paulo criou na década de 80 a campanha que premia instituições escolhidas pelos clientes com ambulâncias 0Km.
Em 2013, foram entregues 20 ambulâncias para instituições em 18 cidades onde a Drogaria São Paulo está presente.